# Dipsas boettgeri
Dipsas boettgeri este o specie de șerpi din genul Dipsas, familia Colubridae, descrisă de Werner 1901. Conform Catalogue of Life specia Dipsas boettgeri nu are subspecii cunoscute.